# Gabriel Hottegindre
Gabriel Hottegindre (* 26. November 1979 in Montevideo) ist ein ehemaliger uruguayischer Skirennläufer.

## Biografie
Gabriel Hottegindre ist bisher der einzige uruguayische Athlet, der an Olympischen Winterspielen teilnahm. Bei den Olympischen Winterspielen 1998 in Nagano belegte er im Slalomrennen den 24. Rang. Außerdem nahm er an den Alpinen Skiweltmeisterschaften 1996, 1997 und 1999 teil. Sein bestes Resultat war der 27. Platz im Slalom 1996.

## Erfolge

### Olympische Winterspiele
- Nagano 1998: 24. Slalom

### Weltmeisterschaften
- Sierra Nevada 1996: 27. Slalom, DNF Riesenslalom
- Sestriere 1997: 30. Slalom, 32. Riesenslalom
- Vail/Beaver Creek 1999: 40. Riesenslalom, DNF Slalom

### Juniorenweltmeisterschaften
- Hoch-Ybrig 1996: 38. Slalom, 47. Riesenslalom
- Haute Savoie 1998: DNF Slalom, DNS Riesenslalom
- Pra-Loup 1999: 26. Slalom

### Weitere Erfolge
- Ein Sieg bei einem FIS-Rennen